# Brdo (Serbia)
Brdo (cyr. Брдо) – wieś w Serbii, w okręgu zlatiborskim, w gminie Nova Varoš. W 2011 roku liczyła 320 mieszkańców.